# نوغة
النوغة (وتكتب أيضا النوجة) هي نوع من الحلوى مصنوعة من السكر و/أو العسل مع المكسرات المحمصة (لوز، فستق، جوز، مكاداميا) وأحيانا تحتوي بعض الفواكة المجففة.
تتراوح أنواع النوغة بين النوع الطري والقاسي وذلك تبعا للمواد المكونة لها وتستخدم في صناعة العديد من أنواع الحلويات الأخرى مثل الشوكولاته.
أصل كلمة نوغة هو من اللغة القسطانية والتي تعني «خبز المكسرات».

## الأصل
هناك أساطير كثيرة عن أصل النوجا , الوصفات القديمة للنوجا البيضاء ذكرت في كتاب في بغداد في القرن العاشر الميلادي , هذه النوجا كانت تسمى "ناطف" , وذكر ايضا أن هذه الوصفات أصلها من مدينة حران الواقعة على الحدود بين تركيا وسوريا اليوم , تم ذكر حلوى الناطف عدد من المرات في المثلث بين اورفة(تركيا) وحلب وبغداد , وقد كتب الجغرافي والرحالة ابن حوقل في القرن العاشر الميلادي أنه تذوق حلوى الناطف في مدينتي منبج (سوريا) و بخارى (اوزباكستان اليوم)., و يعتقد أن الأسبان عرفوها من العرب وانتشرت في جنوب أوروبا منذ ذلك الحين.

## الانتشار
تنتشر النوجا اليوم في العالم بشكل واسع , حيث توضع كمكون رئيسي في العديد من ألواح الحلوى مثل سنيكرز وريسز وميلكي واي , بالرغم من أن النوجا الموجودة في ألواح الحلوى المصنعة تختلف قليلا في وصفاتها عن التقليدية حيث تستخدم في الأساس شراب الذرة وسكروز مع عامل خفق كبياض البيض , كما يدخل في إنتاجها زيوت نباتية والحليب مجفف.
تنتشر النوغة التقليدية في جنوب أوروبا حيث تسمى تورون "Turrón" في أسبانيا و كوبيتا "cupeta" و كاباتيا "cubbaita" في إيطاليا حيث يكثر استهلاكها في موسم أعياد الميلاد. كما تنتشر النوغة في معظم دول الشرق الأوسط وشمال أفريقيا حيث يكثر استهلاكها بالترافق مع عيد الفطر والأضحى بالإضافة إلى توزيعها على الضيوف في المناسبات مثل حفلات الأعراس.
عندما انتشرت النوجا في تايوان، بدأ المحضرون هناك بإضافة مسحوق الحليب كمكون رئيسي، بالإضافة إلى السكر والكريمة والبروتين (تستخدم بعض الشركات بروتين مصل اللبن المكرر من الحليب الطازج بدلاً من البروتين ومسحوق البروتين)، والمكسرات (مثل الفول السوداني واللوز والجوز). الجوز والفستق أو البندق)، والفواكه المجففة والبتلات (مثل التوت البري، والبوميلو الذهبي، والمانجو، والبرتقال، واللونجان، والأوسمانثوس). أصبحت هذه المكونات الثانوية سمات فريدة للنوجا التايوانية.